# Tour de Bulgarie
Il Tour de Bulgarie (bg. Обиколка на България) è una corsa a tappe maschile di ciclismo su strada che si svolge ogni settembre in Bulgaria. Creato nel 1924, fu disputato per molto tempo con frequenza irregolare e rimase riservato ai dilettanti fino al 1999. Dal 2000 è aperto anche ai professionisti e dal 2005 fa parte del calendario dell'UCI Europe Tour come prova di classe 2.2.

## Albo d'oro
Aggiornato all'edizione 2024.
| Anno    | Vincitore                         | Secondo                           | Terzo                    |
| ------- | --------------------------------- | --------------------------------- | ------------------------ |
| 1924    | Georgi Abadjiev e Kosta Djulgerov | Georgi Abadjiev e Kosta Djulgerov |                          |
| 1925-34 | non disputato                     |                                   |                          |
| 1935    | Marin Nikolov                     |                                   |                          |
| 1936-48 | non disputato                     |                                   |                          |
| 1949    | Milko Dimov                       |                                   |                          |
| 1950    | Milko Dimov                       |                                   |                          |
| 1951-54 | non disputato                     |                                   |                          |
| 1955    | Stojan Georgiev                   |                                   |                          |
| 1956    | Dimitar Kolev                     |                                   |                          |
| 1957    | Nenčo Hristov                     |                                   |                          |
| 1958    | Bojan Kotsev                      |                                   |                          |
| 1959    | Bojan Kotsev                      |                                   |                          |
| 1960    | Bojan Kotsev                      |                                   |                          |
| 1961    | Dimitar Kolev                     |                                   |                          |
| 1962    | Ivan Bobekov                      |                                   |                          |
| 1963    | non disputato                     |                                   |                          |
| 1964    | Boris Botchev                     |                                   |                          |
| 1965    | Jiří Háva                         |                                   |                          |
| 1966    | Ivan Bobekov                      |                                   |                          |
| 1967    | Jan Venzel                        |                                   |                          |
| 1968    | Vesko Kutuev                      |                                   |                          |
| 1969    | Silvio Poloni                     |                                   |                          |
| 1970    | Fedor den Hertog                  |                                   |                          |
| 1971    | Ryszard Szurkowski                |                                   |                          |
| 1972    | Ivan Popov                        |                                   |                          |
| 1973    | Ivan Skosirev                     |                                   |                          |
| 1974    | Rinat Ščarafulin                  |                                   |                          |
| 1975    | Janusz Kowalski                   |                                   |                          |
| 1976    | Aleksandr Gusjatnikov             |                                   |                          |
| 1977    | Siegbert Schmeißer                |                                   |                          |
| 1978    | Nenčo Stajkov                     |                                   |                          |
| 1979    | Jurij Barinov                     |                                   |                          |
| 1980    | Nenčo Stajkov                     |                                   |                          |
| 1981    | Boris Isaev                       |                                   |                          |
| 1982    | Leon Dežic                        |                                   |                          |
| 1983    | Venelin Chubenov                  |                                   |                          |
| 1984    | Nenčo Stajkov                     |                                   |                          |
| 1985    | Petar Petrov                      |                                   |                          |
| 1986    | Bojko Angelov                     |                                   |                          |
| 1987    | Petar Petrov                      |                                   |                          |
| 1988    | Valentin Chivkov                  |                                   |                          |
| 1989    | Didier Pasgrimaud                 |                                   |                          |
| 1990    | Pavel Šumanov                     |                                   |                          |
| 1991    | Aleksandar Milenković             |                                   |                          |
| 1992    | Pavel Šumanov                     |                                   |                          |
| 1993    | Mano Lubbers                      |                                   |                          |
| 1994    | Hristo Sajkov                     |                                   |                          |
| 1995    | Hristo Sajkov                     |                                   |                          |
| 1996    | Hristo Sajkov                     |                                   |                          |
| 1997    | Pavel Šumanov                     |                                   |                          |
| 1998    | Krassimir Koev                    |                                   |                          |
| 1999    | Maksim Gurov                      |                                   |                          |
| 2000    | Seweryn Kohut                     | Faat Zakirov                      | Slawomir Kohut           |
| 2001    | Dimităr Dimitrov Gospodinov       | Georgi Koev                       | Denis Tičenko            |
| 2002    | Dimităr Dimitrov Gospodinov       | Igor Bonciucov                    | Stefano Ciuffi           |
| 2003    | Ivajlo Gabrovski                  | Balasz Rohtmer                    | Krassimir Vassiliev      |
| 2004    | Tomasz Kloczko                    | Are Andersen                      | Nelson Vitorino          |
| 2005    | Martin Prazdnovsky                | Oleksandr Klymenko                | Michael Muck             |
| 2006    | Ivajlo Gabrovski                  | Sergej Firsanov                   | Danail Petrov            |
| 2007    | Evgeni Gerganov                   | Pavel Chumanov                    | Massimo Giunti           |
| 2008    | Ivajlo Gabrovski                  | Danail Petrov                     | Serhij Hrečyn            |
| 2009    | Ivajlo Gabrovski                  | Vladimir Koev                     | Walter Pedraza           |
| 2010    | Krassimir Vassiliev               | Ricardo Mestre                    | Francisco Mancebo        |
| 2011    | Ivajlo Gabrovski                  | Martin Grashev                    | Svetoslav Tchanliev      |
| 2012    | Maksat Ajazbaev                   | Marcin Sapa                       | Georgi Petrov Georgiev   |
| 2013    | Rémy Di Grégorio                  | Spas Gyurov                       | Mychajlo Kononenko       |
| 2014    | annullato                         |                                   |                          |
| 2015    | Stefan Hristov                    | Oleg Zemlyakov                    | Patrik Tybor             |
| 2016    | Marco Tecchio                     | Simone Ravanelli                  | Žandos Bižigitov         |
| 2017-19 | non disputato                     |                                   |                          |
| 2020    | Patryk Stosz                      | Alessandro Baroni                 | Miguel Ángel Ballesteros |
| 2021    | Immanuel Stark                    | Georg Steinhauser                 | Timo Kielich             |
| 2022    | Kyrylo Tsarenko                   | Alexis Guerin                     | Francesco Di Felice      |
| 2023    | Michal Schuran                    | Michele Gazzoli                   | Félix Stehli             |
| 2024    | Matteo Malucelli                  | Giovanni Carboni                  | Thomas Pesenti           |